# Передовой ров
Передовой ров — фортификационное сооружение.

## История

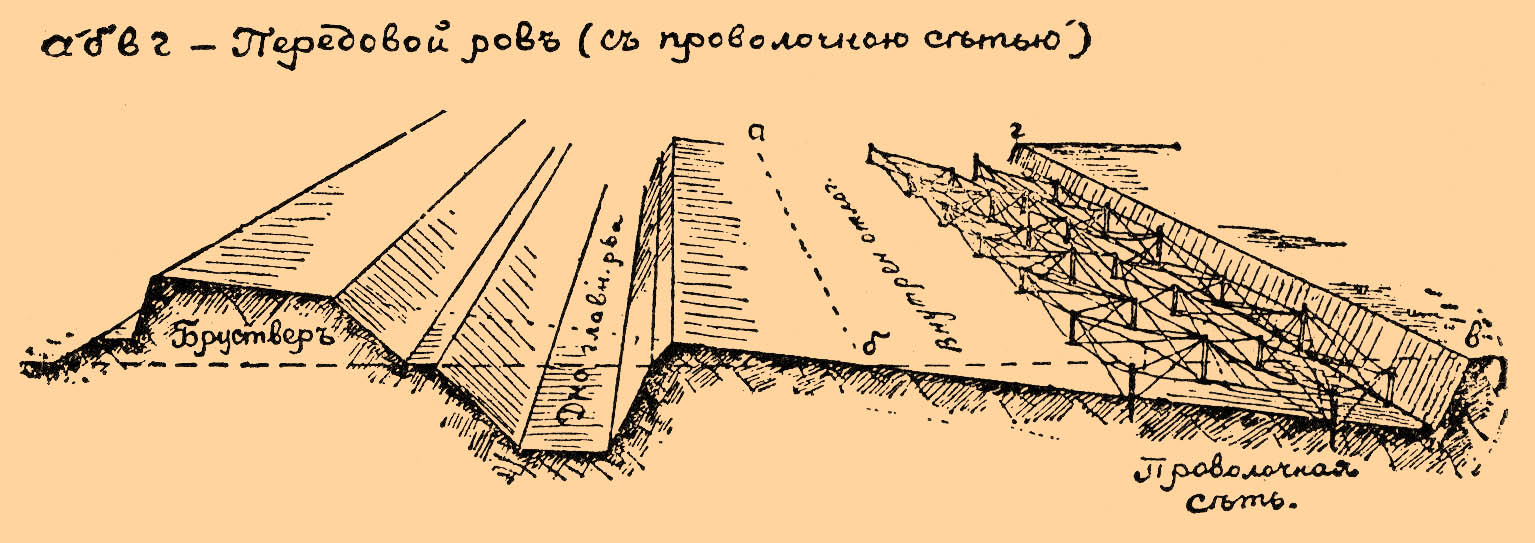
Передовой ров (с проволочной сетью)

В военной науке начала 20-го века предполагалось, что передовой ров устраивается в нескольких десятках шагов впереди главного (наружного) рва укреплений, по большей части с целью укрыть в нём от взоров и выстрелов с поля какие-нибудь искусственные препятствия вроде проволочной сети; штурмующие натыкаются, таким образом, неожиданно для себя на это препятствие, приостанавливаются, не будучи в состоянии сразу его преодолеть, и несут большие потери от огня с укрепления, под выстрелы с которого в этом случае подводится внутренняя отлогость передового рва, направляясь по продолжению верхней поверхности бруствера (см. рисунок).
Иногда передовой ров в момент перехода через него штурмующих обстреливается с каких-нибудь других оборонительных приспособлений продольным огнём; тогда упомянутая внутренняя отлогость этого рва может быть очень крута и сама по себе явится преградой. Ниоткуда не обстреливаемый передовой ров, хотя тоже способен остановить порыв штурмующих, но может послужить для них местом безопасного отдыха, почему подобных передовых рвов избегают, стараясь доставить им хотя бы самую слабую оборону.